# Converteerbare obligatie
Een converteerbare obligatie (ook wel convertible) is een obligatie die omgezet kan worden in aandelen.
Een obligatie is een schuldbewijs van een lening, uitgegeven door overheden of ondernemingen. Standaard obligaties kennen alleen een vergoeding voor het ter beschikking stellen van vermogen in de vorm van rente. In de financiële verslaglegging worden obligaties dan ook als vreemd vermogen aangeduid. Een converteerbare obligatie kan door de koper worden omgewisseld in aandelen.

## Werking
Converteerbare obligaties kunnen door de houder ervan worden omgezet in een vooraf vastgesteld aantal aandelen. Deze keuzemogelijkheid noemt men een embedded optie. Als de koers van de aandelen van de uitgevende instelling stijgt, wordt de mogelijkheid tot omzetting in aandelen lucratief. De prijs van de obligatie is, naast de geldende rentestand en kredietwaardigheid van de onderneming, dan ook afhankelijk van de koers van het aandeel van de uitgevende onderneming en de factoren die ook bij de waardering van opties een rol spelen (volatiliteit, dividend, looptijd).
Indien de aandelen niet voldoende in waarde zijn gestegen dan wordt de hoofdsom gewoon in geld terugbetaald. Door de keuzemogelijkheid zullen beleggers in converteerbare obligaties genoegen nemen met een lager rentepercentage. 
Door de mogelijke omzetting van vreemd vermogen (obligaties) naar eigen vermogen (aandelen) hebben de converteerbare obligaties een bijzondere positie op de balans van de onderneming. Het geldt als mengvorm tussen vreemd en eigen vermogen en wordt daarom ook wel een hybride financiering genoemd. Er is in principe geen verschil tussen een converteerbare obligatie en een normale obligatie bij een faillissement van de uitgevende partij. Beide obligaties hebben evenveel recht op geld uit de restwaarde van het bedrijf. Beide obligaties kunnen zijn uitgegeven als achtergestelde lening, met minder rechten bij een faillissement.

## Varianten op de converteerbare obligatie
Er zijn een aantal varianten mogelijk op de converteerbare obligatie. De risico's voor investeerders kunnen bij deze varianten radicaal anders liggen dan bij de standaard convertibles.
Reverse converteerbare obligatieHier ligt de keuze om een obligatie af te lossen in aandelen bij de onderneming zelf. Dit houdt een risico in voor de belegger in reverse convertibles. Indien de beurskoers van het bedrijf daalt zal de aflossing van de hoofdsom geschieden in aandelen. Investeerders in reverse convertibles hebben op deze manier in de praktijk een putoptie verkocht. Voor dit risico worden zij gecompenseerd door een hoger rentepercentage.
Exchangeable obligatieHierbij heeft de exchangeable betrekking op andere aandelen dan de uitgevende onderneming. Zo kan een onderneming een converteerbare obligatie uitgeven op de aandelen die zij in bezit heeft van bijvoorbeeld een voormalige dochteronderneming. Bijvoorbeeld het bedrijf Philips kan een exchangeable uitgeven op de aandelen ASML indien Philips deze nog in bezit heeft.
Reverse exchangeable obligatieDe reverse exchangeable obligatie is een exchangeable waarbij de keuze van converteren in aandelen ligt bij de uitgevende instelling, op vergelijkbare wijze als bij de reverse convertible.

## Convertible arbitrage
Verschillende hedgefondsen zijn actief in het arbitreren tussen prijsverschillen van converteerbare obligaties, standaard obligaties en standaard opties. Eventuele verschillen in de waardering van de optiecomponent in de convertibles met de gewone opties kunnen zo worden uitgehandeld.